# Bøsdalafossur
Bøsdalafossur es una cascada situada en las Islas Feroe que fluye a lo largo del lago Sørvágsvatn hasta el Océano Atlántico. Mide 30 metros de alto.